# Les Mutants du brouillard
Les Mutants du brouillard (en russe : Гадкие лебеди - Gadkiye lebedi, Les Vilains Cygnes, rappelant Le Vilain Petit Canard[réf. nécessaire]) est un roman de science-fiction d'Arcadi et Boris Strougatski. Écrit en 1966-1967 pour le magazine Molodaya Gvardiya (la Jeune Garde), il est refusé à la publication à cause des sous-entendus politiques qu'il contient. Le roman circule sous forme de samizdat, et il est publié à l'étranger, entre autres en France en 1975, et aux États-Unis en 1979. En URSS, il ne paraît que lors de la perestroïka en 1987, dans un magazine en Lettonie, sous le titre Le Temps des pluies (Время дождей).
En 2006, une adaptation libre du roman a été réalisée par Konstantin Lopouchanski sous le titre Les Vilains Petits Canards.

## Résumé
Le roman partage plusieurs idées avec des œuvres postérieures comme Pique-nique au bord du chemin ou Les vagues éteignent le vent. L'histoire se déroule dans une ville sans nom, dans un pays indéfini, où la pluie ne s'arrête jamais, où les gens souffrent d'une étrange « lèpre jaune », et où les enfants deviennent des génies surhumains méprisant le monde humain corrompu.

## Les protagonistes
Avertissement : Les personnages sont nombreux et ont des liens complexes. Pour certains d'entre eux ils ne seront révélés que vers la fin de l'histoire.
- Victor Baniev : (Banev dans la traduction en anglais) : écrivain ayant réussi, effectuant un séjour dans sa ville natale. Il apparaît également dans le film Stalker  et non dans le roman éponyme (il y est appelé "l'écrivain" joué par l'acteur Anatoli Solonitsyne, c'est l'un des personnages principaux du film). Séducteur, fêtard, alcoolique, il reste néanmoins un romancier célèbre reconnu de son vivant. Inspiré d'Alexander Galich, Julius Kim, Bulat Okudzhava et Vladimir Vysotsky selon B. Strougatski.
- Lola Baniev : femme ou ex-femme de Victor. Lien exact non précisé mais le couple vit séparément.
- Irma Baniev : fille de Victor et Lola Baniev, en lien avec les « Hommes de la pluie. »
- Bol-Kounatz : étudiant ou lycéen petit ami d'Irma Baniev, fils du portier de l'hôtel où réside Victor Baniev.
- Diane Zoursmansor : compagne de Victor Baniev travaillant pour le député Rosscheper, ex-femme de Paul Zoursmansor.
- Docteur Yul Golem : médecin chef de la léproserie.
- Pavor Soumann : inspecteur de la santé en réalité un agent d'infiltration.
- Docteur "Honoris Cosa" Riem Kvadriga : peintre officiel qui s'est vendu au "Président", ancien camarade de classe de Victor Baniev.
- Teddy : Barman de l'hôtel et ami de Victor Baniev. Chauve.
- Le "Binoclard" : principal malade de la maladie « binoclarde » croisant à plusieurs reprises la route de Victor Baniev. C'est un habitant du futur. Un futur terrible. Les binoclars sont venus dans le passé pour changer le cours de l'histoire. Lorsqu'ils y arrivent, ils disparaissent ayant modifié leur propre existence.
- Le Portier de l'hôtel : père de Bol-Kounatz.
- Flamine Youventa : neveu du chef de la police et chef d'une milice fascisante : les Chemises dorées.
- Le soldat Djourna : jeune homme aux cheveux roux. Il est garde-sentinelle au camp "Лошадиной лощине" qui accueille la léproserie et devient ensuite déserteur. Recueilli par Victor Baniev et le docteur Kvadriga, il s'enfuit à nouveau.
- Le général Pferd : protecteur des « binoclards. » Général mystérieux, n'apparait pas directement dans le roman mais est évoqué.
- Le maire : allié de Pavor, opposant de Golem et de la léproserie.
- Le chef de la police : oncle de Flamine Youventa. Allié au maire et au député Rosscheper.
- Les deux officiers de la chambre 312 : agents secrets ou policiers en civil enquêtant sur la disparition du "binoclard"
- Paul Zoursmansor : ancien mari de Diane atteint de la maladie binoclarde, écrivain admiré par les lycéens et des étudiants.
- Rosscheper Nant : député allié au maire, friand d'orgies qui sont organisées au sanatorium où il a une chambre.
- Le policier Roch.
- l'entraîneur des "Frères de la Raison". Il est venu avec son équipe pour s'entraîner dans les conditions difficiles climatiques de la région. On le croise à plusieurs reprises.

## Édition française
- Les Mutants du brouillard (Gadkie lebedi), traduit par Paul Chwat, édition Albin Michel "Super Fiction" no 6, 1975.